# Оринджберг (округ)
Округ Оринджберг (англ. Orangeburg County) располагается в штате Южная Каролина, США. Административным центром и крупнейшим населённым пунктом округа является одноимённый город.
По состоянию на 2010 год, численность населения составляла 92 501 человек.

## История
Официально округ Оринджберг был образован в 1785 году.
В 2005 году округ был награждён премией «All-America City Award» (с англ. — «Всеамериканский город») присуждаемой Национальной гражданской лигой, которую неофициально называют «Нобелевской премией за конструктивное гражданство» и которая выдается за активную гражданскую позицию жителей некорпоративных сообществ Соединённых Штатов в жизни местного самоуправления. 

## География
По данным размещённым на сайте Бюро переписи США, общая площадь округа равняется 2921,523 км2, из которых 2864,543 км2 занимает суша и 56,980 км2 или 1,940 % приходится на водную поверхность.

## Климат
Согласно данным представленным Национальной метеорологической службой США климат округе характеризуется относительно высокими температурами и равномерным распределением осадков в течение года. По системе классификации климатов Кёппена, в Оранджберге преимущественно влажный субтропический климат, который сокращённо обозначается на климатических картах аббревиатурой «Cfa».

## Население
По данным переписи населения 2000 года в округе проживает 91 582 жителя в составе 34 118 домашних хозяйства и 23 882 семьи. Плотность населения составляет 32,00 человека на км2. На территории округа насчитывается 39 304 жилых строения, при плотности застройки около 14,00-ти строений на км2. Расовый состав населения: белые — 60,86 %, афроамериканцы — 37,17 %, коренные американцы (индейцы) — 0,46 %, азиаты — 0,43 %, гавайцы — 0,02 %, представители других рас — 0,36 %, представители двух или более рас — 0,70 %. Испаноязычные составляли 0,96 % населения независимо от расы.
В составе 32,00 % из общего числа домашних хозяйств проживают дети в возрасте до 18 лет, 45,10 % домашних хозяйств представляют собой супружеские пары проживающие вместе, 20,30 % домашних хозяйств представляют собой одиноких женщин без супруга, 30,00 % домашних хозяйств не имеют отношения к семьям, 26,00 % домашних хозяйств состоят из одного человека, 10,30 % домашних хозяйств состоят из престарелых (65 лет и старше), проживающих в одиночестве. Средний размер домашнего хозяйства составляет 2,58 человека, и средний размер семьи 3,11 человека.
Возрастной состав округа: 26,00 % моложе 18 лет, 11,90 % от 18 до 24, 26,10 % от 25 до 44, 22,80 % от 45 до 64 и 22,80 % от 65 и старше. Средний возраст жителя округа 35 лет. На каждые 100 женщин приходится 87,00 мужчин. На каждые 100 женщин старше 18 лет приходится 81,60 мужчин.
Средний доход на домохозяйство в округе составлял 29 567 USD, на семью — 36 165 USD. Среднестатистический заработок мужчины был 29 331 USD против 20 956 USD для женщины. Доход на душу населения составлял 15 057 USD. Около 17,00 % семей и 21,40 % общего населения находились ниже черты бедности, в том числе — 27,20 % молодежи (тех, кому ещё не исполнилось 18 лет) и 22,30 % тех, кому было уже больше 65 лет.